# Anarquismo expropiador
El anarquismo expropiador o expropiación individual es la denominación que se dio a una modalidad de financiación y obtención de recursos económicos por parte de algunos simpatizantes del anarquismo histórico de finales del siglo XIX e inicios del siglo XX, caracterizada por la realización de asaltos, robos y la falsificación de dinero. Los atracos realizados se denominaban «expropiaciones» o «reclamaciones» a la burguesía. Creyendo o argumentando que ese tipo de apropiaciones eran éticamente aceptables entre los anarquistas, esta práctica se extendió tanto entre los simpatizantes del ilegalismo —que adoptaron la actividad delictiva como un estilo de vida «egoísta»— como entre militantes del anarcosindicalismo y el anarcocomunismo con el fin de dar apoyo a grupos afines o financiar la creación de grupos subversivos u obtener recursos para incrementar la propaganda anarquista.[cita requerida]
La práctica de la «expropiación individual» inicia en Francia a fines del siglo XIX, con personajes como Ravachol y Clément Duval y la tendencia anarquista conocida como ilegalismo, que ganaron la atención pública por practicar la delincuencia justificando sus actos con argumentos políticos. Su popularidad se extendió rápidamente por países francófonos de Europa como Francia, Bélgica, la Suiza francesa. La máxima expresión de delincuentes anarquistas en Francia se dio una generación posterior con la famosa Banda de Bonnot, activa entre 1911 y 1912. 
Fuera de Francia tuvo su mayor auge entre 1920 y 1935, especialmente en el Río de La Plata (Argentina y Uruguay) y España, siendo algunos de sus principales ejecutores figuras como Buenaventura Durruti, Francisco Ascaso, Severino Di Giovanni y Miguel Arcángel Roscigna.

## Justificación ideológica
En 1840, el anarquista francés Pierre Joseph Proudhon, escribió el ensayo ¿Qué es la propiedad? y a esta pregunta respondía con la famosa frase "la propiedad es un robo". Con esto, Proudhon quería decir que la propiedad podía solamente ser adjudicada a alguien como fruto directo del trabajo, y que el resto del capital en realidad era algo robado a la sociedad y a la clase trabajadora. En el ambiente anarquista del siglo XIX también aparece el concepto de la propaganda por el hecho promulgado por referentes del anarcocomunismo como Errico Malatesta y Carlo Cafiero en 1876, quienes llamaban a acciones notorias contra la burguesía y el Estado, como método de inspirar a las masas y a los individuos a que ellos también tomen acción. A esto se suma que el movimiento anarquista descubrió en 1891 la obra del ya difunto filósofo alemán Max Stirner, quien negaba las convenciones sociales y metafísicas y decía que desde este punto de vista el mundo entero podía ser apropiado para sí mismo si una persona así lo quería — Stirner no conoció el anarquismo, pero sus seguidores anarquistas crearon la teoría del anarquismo egoísta.
La convergencia en los ambientes anarquistas de estas ideas contrarias a la propiedad privada derivó en la idea de la reclamación individual o la expropiación por cuenta propia entre varios militantes, como forma de corregir lo que ellos percibían como robo a la clase trabajadora por parte de los capitalistas, los políticos, y la iglesia. La reclamación individual era vista como resistencia legítima contra un sistema social injusto, y un recurso ético para corregir la mala distribución de la riqueza. Sin embargo, también hubo anarquistas partidarios de la expropiación individual que justificaban realizarla por codicia personal.

## España
El grupo Los Solidarios, fundado por Buenaventura Durruti, Juan García Oliver, Alejandro Ascaso, Francisco Ascaso y Gregorio Jover, entre otros militantes de acción anarcosindicalistas, realizaron numerosas acciones de este tipo en España, destacándose el atraco al Banco de España.[cita requerida] Durruti, los hermanos Ascaso y Jover se embarcaron a mediados de la década de 1920 en una gira de asaltos por Iberoamérica con el objetivo de recaudar fondos para combatir a la monarquía española y financiar actividades revolucionarias. También actuaron como grupos de autodefensa contra las Ligas patrióticas, los "Sindicatos Libres" y otras organizaciones patronales y parapoliciales.
Según lo narra el investigador Osvaldo Bayer:

con ayuda de las policías de México y de Cuba se reconstruirá toda la trayectoria de este grupo anarquista español que comienza asaltando al banco de Gijón, en España, para obtener fondos en esa lucha que los libertarios españoles llevan contra la dictadura de Primo de Rivera. De Gijón pasan a México donde realizan un asalto exitoso en Carolina, episodio en el que resulta muerto uno de los asaltados, de allí marchan a Cuba donde atracan también con éxito un banco. En la Habana embarcan en el vapor “Oriana” con el cual viajan hasta Valparaíso, Chile, donde llegan el 9 de junio de 1925. Allí trabajan en diversos oficios hasta que el 11 de julio asaltan el Banco de Chile en Santiago. Vuelven a trabajar como obreros hasta que a principios de agosto viajan por tren hasta Buenos Aires.

En Argentina asaltan a las boleterías de dos estaciones de subterráneos sin demasiado éxito en noviembre de 1925. En enero de 1926 asaltan la sucursal del Banco de la Provincia de Buenos Aires del Partido de San Martín, llevándose un botín de 64.000 pesos. En este asalto obtuvieron apoyo de anarquistas argentinos, que pronto imitarán su accionar. El grupo es detenido en Francia, iniciándose una campaña internacional por su liberación.
En épocas más recientes logró notoriedad en España el caso de Lucio Urtubia, quien robó millones del Citibank por medio de la ejecución de fraudes con cheques de viajero. Entre 1993 y el 2007, otro español, Jaime Giménez Arbe, robó 36 bancos en España, apropiándose así del equivalente de más de 700.000 euros, en lo que él describió como un esfuerzo para "liberar al pueblo español" del sector bancario.

## Argentina y Uruguay
El primer asalto con fines políticos de la Argentina fue realizado por el ruso Germán Boris Wladimirovich, en 1919, con el fin de obtener recursos económicos para editar folletos que esclarecieran la situación en la Rusia revolucionaria. El asalto resulta un fiasco, y son detenidos Wladimirovich y su colaborador Andrés Babby.
Miguel Arcángel Roscigna y Andrés Vázquez Paredes, que habían colaborado con Durruti y su grupo en su paso por Argentina, participan de una serie de atentados explosivos contra objetivos estadounidenses en protesta por la ejecución de Sacco y Vanzetti. También participó de esta campaña otro notorio "expropiador", Severino Di Giovanni. Roscigna y Vázquez Paredes junto a Antonio Moretti y Vicente Moretti llevarán a cabo el asalto al Hospital Rawson de Buenos Aires en octubre de 1927, donde obtendrán un botín de 141.000 pesos. 

Roscigna, con el dinero del Rawson -además de emplearlo para tareas de solidaridad con su causa- financiará falsificaciones de dinero argentino. La falsificación de dinero fue algo que subyugó a los anarquistas expropiadores que actuaron en la Argentina. Roscigna creía firmemente que a través del dinero falso se podía derrotar a la burguesía.
Osvaldo Bayer

Meses después, los hermanos Moretti y tres catalanes recomendados por Durruti asaltaron el cambio Messina en Montevideo, con un resultado de tres muertos y apenas 4000 pesos de botín. Pero pronto serán detenidos en el Penal de Punta Carretas, del que protagonizarán una espectacular fuga.
Severino Di Giovanni editaba su periódico, Culmine, desde el cual polemizó con los otros sectores socialistas y anarquistas, publicó sus poemas, se ocupó de la emancipación femenina, y de los camaradas que caían en la lucha o estaban en prisión. Di Giovanni financiaba la revista además de con su trabajo, perpetrando asaltos. Su lema era: "De la propaganda a los hechos". Estaba convencido de que la acción de los individuos podría cambiar la sociedad. Severino Di Giovanni dedicará el dinero obtenido en asaltos a financiar la propaganda antifascista y a editar literatura anarquista. 
El 23 de mayo de 1928 una explosión destruyó el nuevo edificio del consulado italiano. Los objetivos eran el embajador y el cónsul Capanni, pero cayeron algunos inocentes. Este hecho dividió al anarquismo para siempre, algunos sectores anarquistas apoyaron a Severino, pero el periódico La Protesta lo acusó de: "espía fascista, agente policial extranjero, burgués, capitalista", polemizó con López Arango y Abad de Santillán durante meses, y los ataques publicados fueron más personalizados y feroces. El ataque llegará al extremo que alguien del grupo de Severino Di Giovanni dará muerte de varios balazos al director de La Protesta, López Arango.
Roscigna continuará su actividad, orientada principalmente a la solidaridad con los presos anarquistas:

Roscigna participará en febrero de 1929 en el asalto a los establecimientos Kloekner y en octubre de 1930, en plena represión uriburista, junto con Severino Di Giovanni, en el atraco al pagador de Obras Sanitarias, en Palermo. El Botín, nada menos que 286.000 pesos, es empleado en un setenta por ciento para la ayuda de compañeros presos, gran parte de la cual llevan Miguel Arcángel Roscigna y José Manuel Paz (un anarquista español a quien sus compañeros conocen con el mote de “el capitán”) a Montevideo para financiar una obra que ya ha comenzado.
Osvaldo Bayer

Esta obra será un túnel para liberar a los anarquistas presos en Punta Carretas. En esta fuga exitosa participará también Gino Gatti. Poco después de la fuga fueron detenidos nuevamente por la policía uruguaya. Los "expropiadores" también volcaron energías a la "vindicación" contra aquellas figuras del poder que perseguían a los anarquistas. Así, durante la década de 1930 eliminaron al comisario Pardeiro, hirieron gravemente al comisario Velar y asesinaron al mayor Rosasco, notorios represores de las actividades anarquistas y sindicales.
Severino Di Giovanni inició la década del 1930 con una revista llamada Anarchia, todos los sectores anarquistas exponían sus ideas en ella. Hasta el golpe de Estado de José Evaristo Uriburu, sólo utilizó la violencia en atracos y en liberación de anarquistas. A partir del 6 de septiembre de 1930 reinició sus atentados con bombas. En 1931, Di Giovanni hizo estallar tres artefactos explosivos, la violencia lo encerró en una espiral de la que no podría escapar, la dictadura detuvo a Mario Cortucci, quien sucumbió luego de 10 días de tortura. El jueves 29 de enero de 1931 Severino fue emboscado en su imprenta, intentó escapar y lo persiguieron por las calles y techos de Buenos Aires, la policía realizó 100 disparos, Di Giovanni solo 5, en el tiroteo los policías dieron muerte a una niña e hirieron a varios transeúntes, atrapado en un garaje, se disparó en el pecho, pero la herida fue leve. 
La noticia salió en todas las primeras planas de los diarios. Uriburu ordenó un juicio teatral y fue condenado a la pena de fusilamiento junto con Paulino Scarfó. Ambos fueron sometidos a crueles torturas, en espera de su ejecución. Una muchedumbre se agolpó en las puertas de la prisión para escuchar las descargas de fusilamiento, mientras algunos periodistas y encumbrados personajes pudieron presenciar la ejecución.
Otro notorio "expropiador" fue Juan Antonio Morán, que en compañía de Gino Gatti eliminarán al mayor José W. Rosasco, encargado de la represión contra los anarquistas en la zona de Avellaneda y el sur del Gran Buenos Aires. Morán se había vinculado al grupo de "expropiadores" y militantes de acción del anarquismo, entre ellos Severino Di Giovanni y Roscigna. Morán era reconocido por su audacia y decisión entre sus compañeros, participando en numerosos asaltos y atentados explosivos.